# Rittergut Gelleshof

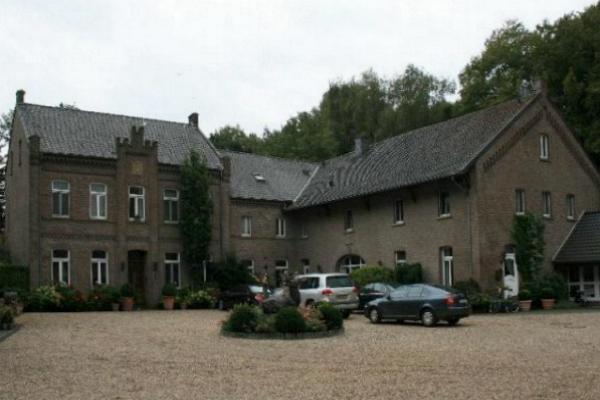
Der Gelleshof 2009

Der Gelleshof ist ein Hof und ehemaliges Rittergut in Kehn, Stadt Tönisvorst. Der Hof und sein Berfes sind als Baudenkmäler Nr. 26 und 27 in die Liste der Baudenkmäler in Tönisvorst eingetragen.

## Geschichte

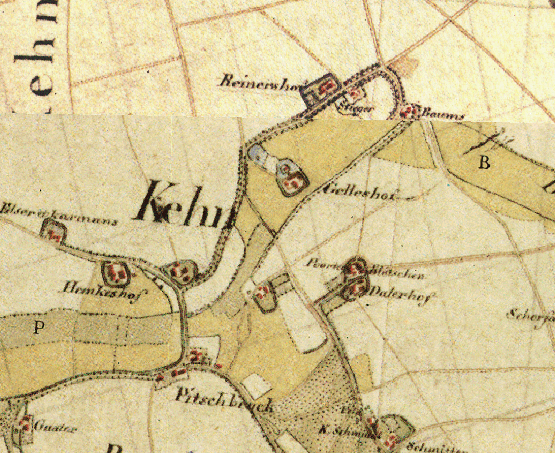
Ausschnitt der Topographischen Aufnahme (ca. 1810) mit dem Gelleshof

Der seinerzeit als Etgenhof bezeichnete Hof wurde erstmals 1346 urkundlich erwähnt als Lehen der Herren von Hüls. Kehn war Titularort der Honschaft Kehn im Kirchspiel Vorst im kurkölnischen Amt Liedberg. Da der Vorname Geldorf bei derer von Hüls verbreitet war, wandelte sich der Name des Hofes im Laufe der Jahre nach Gelleshof. Nachdem 1584 Ludwig von Danwitz die Erbin des Hofes, Anna von Hüls, heiratete, ging das Haus auf die ursprünglich aus Schlesien stammende Familie Danwitz über, die den Hof bis 1922 in Besitz hatte.

### Besitzer des Gutes
- Geldorf von Hüls, Belehnung am 27. März 1346[3]
- Erneuerung des Lehens am 20. September 1364 durch Erzbischof Engelbert von Köln
- Geldorf von Hüls, Sohn von Geldorf.
- Johann von Hüls, Sohn von Geldorf. Belehnung am 11. November 1464 durch Kurfürst Ruprecht von der Pfalz.
- Heinrich von Hüls, Sohn von Johann. Belehnung am 12. April 1474 ebenfalls durch Ruprecht sowie am 24. Oktober 1496 durch Hermann von Hessen. Die Belehnung wurde am 8. Januar 1512 durch Kurfürst Philipp erneuert. Er wird auch Heinrich Geldolfs genannt.
- Jakob von Hüls, Sohn von Heinrich. Belehnung am 13. Juni 1526 durch Kurfürst Herrmann von Wied und 10. Mai 1549 durch Kurfürst Adolph.
- Johann von Schorffacker, Vormund des unmündigen Sohns Heinrich. Belehnung 1561.
- Margaretha von Hüls, Tochter von Jakob, heiratete Peter von Hüls, auch bekannt als Peter Houver, Besitzer des kurmundigen Houverhofs. Belehnung am 26. Januar 1572 durch Kurfürst Salentin.[4]
- Ludwig von Danwitz, Belehnung durch Kurfürst Ernst von Köln am 30. Mai 1590. Vorher hatte er schon 1588 den ebenfalls im Besitz der von Hüls befindlichen Houverhof erhalten. Ludwig hatte Anna von Hüls, Tochter von Margaretha und Peter von Hüls geheiratet.
- Görd (Gottfried) Gellofs von Danwitz, Sohn von Ludwig, Übertragung am 13. Oktober 1614. Eine Erneuerung des Lehens erfolgte am 31. Januar 1615 durch den neuen Kurfürsten Ferdinand.
- Ludwig von Danwitz, ältester Sohn von Gottfried, Belehnung am 13. Dezember 1636 durch Kurfürst Ferdinand.
- Peter von Danwitz, Bruder von Ludwig, Belehnung am 26. März 1649. Das Lehen wurde am 27. Oktober 1651 von Kurfürst Max Heinrich erneuert. Durch die Heirat mit Ann Grungs erhielt Peter dazu den Grungshof, den er 1687 an seinen Sohn Mathias von Danwitz von der Lipp abtrat.
- Erneuerung des Lehens am 12. Mai 1699 durch Kurfürst Joseph Clemens. Sein Sohn Wolter von Danwitz erhielt 1710 den Grungshof. Der älteste Sohn Wolters, Peter heiratete Margaretha Kappertz und brachte den Kappertzhof in die Ehe mit ein.

- Johann von Danwitz, jüngster Bruder Wolters, erhielt das Lehen 10. Juni 1726 durch Kurfürst Clemens August.
- Jakob von Danwitz, zweitältester Sohn Johanns, Belehnung am 19. September 1760. Das Lehen wurde am 28. September 1761 durch Kurfürst Maximilian Friedrich erneuert. Zu dieser Zeit gehörten zum Gelleshof 71¾ Morgen Land und 18 Morgen Wald.
- Johann Hubert von Danwitz, ältester Sohn von Jakob, Belehnung am 10. Januar 1784. Erneuerung der Belehnung am 2. Oktober 1784 durch Kurfürst Maximilian Franz.
- Johann Heinrich von Danwitz, jüngerer Bruder Johann Huberts, allodiziert am 31. August 1809.
- Peter Gottfried von Danwitz, Sohn Johann Heinrichs, vererbt.
- Peter Michael von Danwitz, Sohn Peter Gottfrieds, vererbt.
- Peter Jakob von Danwitz

## Anlage

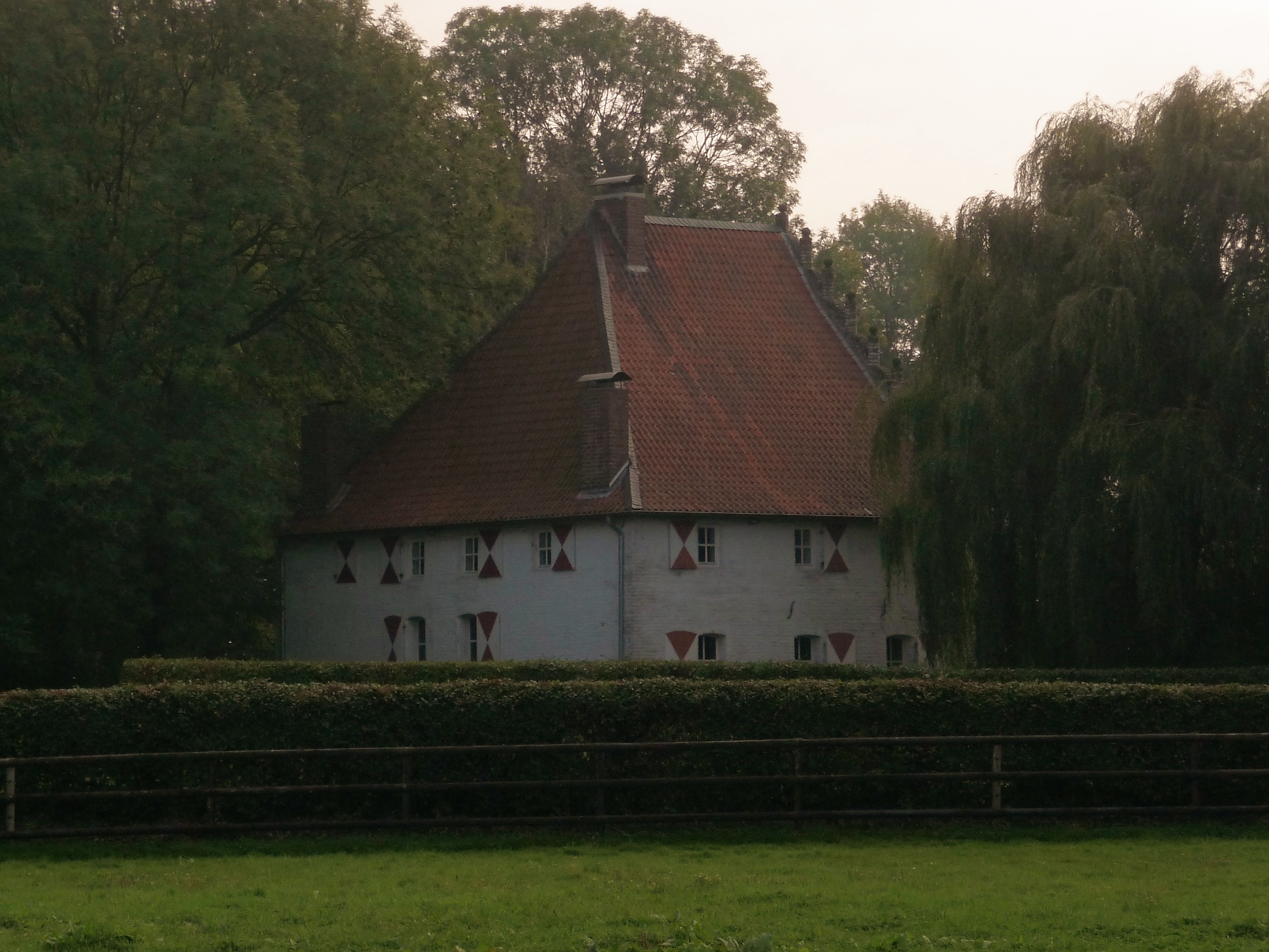
Der Berfes

Der Hof bestand aus einem Herrenhaus, Wirtschaftsgebäuden und einem Torhaus, die als Rechteck angeordnet waren. Umgeben war die Anlage von einem Wassergraben. Über eine Zugbrücke erreichte man durch das Torhaus den Innenhof. Der Berfes war ebenfalls vollständig von Wassergräben umgeben.
Ludwig von Danwitz ließ ein neues Haus errichten, wobei der Berfes weiter genutzt wurde. Matthias von Danwitz restaurierte den Berfes 1719. 1873 wurde durch Peter Jakob von Danwitz das rote Ziegelstein-Wohnhaus im Hofteil erbaut.